# Consejo de la Enseñanza Privada Superior (Guatemala)
El Consejo de la Enseñanza Privada Superior (CEPS) es el encargado de velar tanto el nivel académico como el funcionamiento de las universidades privadas del país. El CEPS se creó mediante el artículo 86 de la Constitución Política de la República de Guatemala y se rige por la Ley de Universidades Privadas.

## Composición
El Consejo de la Enseñanza Privada Superior está compuesto por los siguientes cargos, según el artículo 2 de LUP:
1. Dos delegados de la Universidad de San Carlos de Guatemala;
2. Dos delegados de las Universidades privadas; y
3. Un delegado electo por los presidentes de los colegios profesionales que no ejerza cargo alguno en ninguna universidad.

Los delegados de la Universidad de San Carlos de Guatemala serán nombrados por el Consejo Superior Universitario. Los delegados de las Universidades Privadas serán nombrados por los Rectores de las mismas en sesión especial que realicen con esta finalidad. El delegado de los presidentes de los Colegios Profesionales será electo por éstos de acuerdo con las disposiciones reglamentarias que los rijan. Los miembros del Consejo de Enseñanza Privada Superior desempeñaran sus funciones en forma ad honór em.
Así mismo, las entidades antes mencionadas designarán, además, un suplente por cada uno de sus delegados titulares, los que integrarán el Consejo con voz y voto, en caso de ausencia del titular a quien les corresponda sustituir. Para el nombramiento de los delegados suplentes se observará el mismo procedimiento del parráfo anterior.

## Funciones
Corresponde al Consejo de la Enseñanza Privada Superior las siguientes funciones:
a. Velar porque se mantenga el nivel académico en las universidades privadas sin menoscabo de su independencia;
b. Autorizar la creación de nuevas universidades; y 
c. Acordar la aplicación de sanciones de conformidad con lo establecido en la Ley de Universidades Privadas.

## Presidencia
Los miembros del Consejo de la Enseñanza Privada Superior en la primera sesión que realicen elegirán entre sus miembros al Presidente de dicho organismo. La presidencia se ejercerá en forma rotativa, por períodos de seis meses, correspondiendo cada período a uno de los delegados de cada una de las instituciones representadas en el consejo, no pudiendo los delegados de unas misma institución ocupar la presidencia en forma consecutiva ni desempañarla dos veces hasta que cada uno de los representantes la hubiere ejercido una vez. Esta presidencia corresponderá en primer lugar a la Universidad de San Carlos de Guatemala; en segundo lugar, a las universidades privadas del país y en tercer lugar, a los colegios profesionales. Deberá observarse en el futuro el mismo orden.

## Toma de Posesión
La persona que ejerza la Presidencia del Consejo en el momento en que proceda que nuevos miembros del Consejo tomen posesión de sus cargos, antes de hacer entrega de la Presidencia, dará posesión a los nuevos miembros. En este acto el presidente del Consejo hará entrega a los nuevos Consejeros de un resumen de las resoluciones acordadas durante el período inmediato anterior y de un detalle de los asuntos que se encuentren en trámite. 

## Presupuesto
Los Rectores de las Universidades Privadas del país deberán aprobar el presupuesto de gastos administrativos que ocasione el funcionamiento del Consejo de la Enseñanza Privada Superior y sus órganos auxiliares, a propuesta de dicho Consejo, previo a que sea implementado el mismo. Las Universidades Privadas deberán poner a disposición del Consejo las sumas que a cada una de ellas corresponda, en un plazo máximo de treinta días a contar de la fecha en que les sea requerida, pudiendo, por una sola vez, el presentar al Consejo, dentro del mismo plazo, una solicitud razonada de reconsideración de dicho presupuesto. La resolución que adopte el Consejo con relación a esta solicitud de reconsideración tendrá el carácter de definitiva. 

## Convocatorias y Sesiones
Corresponde al Presidente hacer las convocatorias para las sesiones del Consejo, las cuales se darán por escrito con indicación de la fecha y hora de la reunión. Cada convocatoria debe ir acompañada del proyecto de agenda respectiva, y si los hubiere, de los documentos o dictámenes pertinentes a los asuntos que se van a tratar. Las convocatorias se harán, por lo menos, con siete días hábiles de anticipación. Cuando la convocatoria sea solicitada por la mayoría de sus miembros, el presidente debe hacerla dentro de los tres días hábiles siguientes a la recepción de la solicitud. 
El Consejo de la Enseñanza Privada Superior se reunirá ordinariamente una vez al mes. El día para la sesión ordinaria mensual será acordado por el propio Consejo. No obstante lo anterior, el presidente del Consejo deberá cumplir con hacer la convocatoria respectiva en la forma prevista en el parráfo precedente. Pero a la vez, se reunirán a solicitud de la mayoría de sus miembros o por iniciativa de su Presidente, y previa convocatoria, el Consejo se reunirá en sesión extraordinaria. En estas sesiones se conocerán única y exclusivamente los asuntos que fueron motivo de la convocatoria. 

## Órganos Auxiliares
Para el cumplimiento de sus fines, el Consejo debe contar con los siguientes órganos auxiliares:
1. Secretaría Ejecutiva; y
2. Comisiones Específicas.

### Secretaría Ejecutiva
Estará a cargo de la persona que designe el Consejo dentro de una terna que propondrán los Rectores de las Universidades Privadas. El Secretario Ejecutivo tendrá las atribuciones siguientes:
1. Encargarse de la recepción de los documentos dirigidos al Consejo.
2. Cumplir los encargos, comisiones e instrumentos que reciba del Consejo.
3. Tramitar los expedientes y solicitudes y hacer las notificaciones y transcripciones de las resoluciones que dicte el Consejo.
4. Ordenar y conservar debidamente la documentación, archivos, correspondencia, libros y demás documentación del Consejo.
5. Prestar la colaboración que le sea requerida por los miembros del Consejo para el mejor desempeño de las funciones actividades de estos.
6. Elaborar las actas de las sesiones del Consejo
7. Recabar de las Universidades Privadas, los documentos e informaciones que sean necesarios para el conocimiento y resolución de determinados expedientes y solicitudes.
8. Presentar a los Rectores de las Universidades Privadas del país, en el mes de enero de cada año, el proyecto de presupuesto de los gastos administrativos que ocasione el funcionamiento del Consejo y sus órganos auxiliares, y
9. Cualquier otra atribución que le asigne el Consejo. La Secretaría Ejecutiva contará con el personal necesario, a juicio del Consejo, que su presupuesto lo permita.

### Comisiones Específicas
El Consejo designará comisiones específicas, en los casos que considere conveniente, las que rendirán sus dictámenes, estudios o informes, dentro del plazo, que, para el efecto señale el Consejo.